# Werbebrief
Der Werbebrief ist die schriftliche, persönliche Ansprache, um ein Produkt oder eine Dienstleistung anzupreisen. Dieses Angebot kann sich sowohl an einen potentiellen als auch an einen bestehenden Kunden richten. Der Werbebrief ähnelt einem Privatbrief, wird aber inhaltsgleich an unterschiedliche Adressaten verschickt. Die alte Bezeichnung dafür ist Massendrucksache. Durch den Digitaldruck ist es möglich, Werbebriefe kostengünstig zu individualisieren. Die Personalisierung bezieht sich nicht nur auf die Ansprache. Ganze Textteile können an den Empfänger angepasst werden.